# Кристофер Полхем
Кристофер Полхем (на шведски: Christopher Polhem) е шведски учен, изобретател и индустриалец.
Автор е на множество изобретения, които допринасят значително за икономическото и индустриално развитие на Швеция, особено в минно-добивната сфера.